# USS Johnnie Hutchins (DE-360)
USS Johnnie Hutchins (DE-360) là một tàu hộ tống khu trục lớp John C. Butler từng phục vụ cùng Hải quân Hoa Kỳ trong Chiến tranh Thế giới thứ hai. Nó là chiếc tàu chiến duy nhất của Hải quân Hoa Kỳ được đặt cái tên này, theo tên Binh nhất Johnnie David Hutchins (1922–1943), người từng phục vụ cùng tàu đổ bộ USS LST-473, đã tử trận trong cuộc đổ bộ lên Lae, New Guinea vào ngày 4 tháng 9, 1943 và được truy tặng Huân chương Danh dự. Nó đã phục vụ trong suốt Thế chiến II, được cho ngừng hoạt động sau khi xung đột chấm dứt vào năm 1946, rồi được huy động để phục vụ trở lại từ năm 1950 đến năm 1958. Con tàu cuối cùng bị bán để tháo dỡ vào năm 1974. Johnnie Hutchins được tặng thưởng danh hiệu Đơn vị Tuyên dương Hải quân cùng một Ngôi sao Chiến trận do thành tích phục vụ trong Thế Chiến II.

## Thiết kế và chế tạo
Lớp John C. Butler được thiết kế nhằm đáp ứng nhu cầu một số lượng lớn nhưng rẻ tiền của một kiểu tàu hộ tống chống tàu ngầm để hộ tống các đoàn tàu vận tải vượt đại dương. Chúng có chiều dài chung 306 foot (93,3 m), mạn tàu rộng 36 foot 10 inch (11,2 m) và mớn nước 13 foot 4 inch (4,1 m), trọng lượng choán nước tiêu chuẩn 1.350 tấn Anh (1.372 t), và lên đến 1.745 tấn Anh (1.773 t) khi đầy tải, với một thủy thủ đoàn bao gồm 14 sĩ quan và 201 thủy thủ. Con tàu được vận hành bởi hai turbine hơi nước hộp số Westinghouse; hơi nước được cung cấp bởi hai nồi hơi "D" Express, tạo ra công suất 12.000 mã lực càng (8.900 kW) và cho phép đạt được tốc độ tối đa 24 hải lý trên giờ (44 km/h; 28 mph). Nó có tầm hoạt động 6.000 hải lý (11.000 km; 6.900 mi) ở tốc độ đường trường 12 hải lý trên giờ (22 km/h; 14 mph).
Dàn vũ khí chính bao gồm hai tháp pháo 5-inch/38 caliber đa dụng nòng đơn, được dẫn đường bởi hệ thống điều khiển hỏa lực Mark 51; vũ khí phòng không gồm hai khẩu đội Bofors 40 mm L/60 nòng đôi và mười khẩu Oerlikon 20 mm nòng đơn cũng được dẫn đường bởi hệ thống Mark 51. Ngoài ba ống phóng ngư lôi 21 inch (533 mm), vũ khí chống ngầm bao gồm hai đường ray thả mìn sâu, tám máy phóng mìn sâu K-gun cùng một dàn súng cối chống ngầm Hedgehog. Con tàu được trang bị sonar kiểu QC, radar dò tìm mặt biển SL và radar dò tìm không trung SA.
Johnnie Hutchins được đặt lườn tại xưởng tàu của hãng Consolidated Steel Corporation ở Orange, Texas vào ngày 6 tháng 3, 1944. Nó được hạ thủy vào ngày 2 tháng 5, 1944, được đỡ đầu bởi bà Johnnie M. Hutchins, mẹ của Binh nhất Hutchins, và được cho nhập biên chế cùng Hải quân Hoa Kỳ vào ngày 28 tháng 8, 1944 dưới quyền chỉ huy của Hạm trưởng, Thiếu tá Hải quân Hugh M. Godsey.

## Lịch sử hoạt động

### 1944 - 1945
Sau khi khởi hành vào ngày 11 tháng 9, 1944 để thực hiện chuyến đi chạy thử máy huấn luyện tại khu vực Bermuda, Johnnie Hutchins chuyển hướng năm ngày sau đó để đi đến trợ giúp cho tàu khu trục Warrington vốn bị đắm tại vùng bờ Đông do một cơn bão. Nó cứu vớt được 34 sĩ quan và thủy thủ và đưa họ đến Norfolk, Virginia trước khi tiếp tục hướng sang Bermuda. Sau khi hoàn tất nó đi đến Boston, Massachusetts vào ngày 25 tháng 10 để sửa chữa sau chạy thử máy, rồi hoạt động hộ tống vận tải ven biển giữa Boston và Norfolk.
Được điều động sang khu vực Mặt trận Thái Bình Dương, Johnnie Hutchins khởi hành từ Norfolk vào ngày 30 tháng 11, băng qua kênh đào Panama và đi ngang qua Bora Bora thuộc quần đảo Society và đảo Manus thuộc quần đảo Admiralty trước khi đi đến Hollandia, New Guinea vào ngày 21 tháng 1, 1945. Nó gia nhập Đệ Thất hạm đội, rồi lên đường năm ngày sau đó để hộ tống một đoàn tàu vận tải hướng sang quần đảo Philippine, đi đến vịnh Leyte vào ngày 31 tháng 1. Trong những tháng tiếp theo nó đảm nhiệm hộ tống các đoàn tàu vận tải đi lại giữa New Guinea và Philippines, chủ yếu từ Hollandia đến vịnh Leyte và vịnh Lingayen.
Sau khi đi đến vịnh Subic, Philippines vào ngày 22 tháng 5, Johnnie Hutchins gia nhập một đội tìm-diệt tàu ngầm, và trong tháng 6 và tháng 7 đã huấn luyện phối hợp cùng các tàu ngầm Hoa Kỳ và Anh Quốc cũng như tuần tra tại vùng biển Đông tiếp giáp với Philippines. Đang khi hoạt động cùng đội đặc nhiệm trên tuyến hàng hải giữa Luzon và Okinawa vào ngày 9 tháng 8, nó đụng độ với một tàu ngầm bỏ túi đối phương trên mặt nước. Trong khi nó sử dụng hải pháo để đánh chìm đối thủ, một tàu ngầm bỏ túi thứ hai đã phóng ngư lôi nhắm vào chiếc tàu hộ tống khu trục. Nó né tránh được quả ngư lôi và thả một lượt mìn sâu tiêu diệt được chiếc tàu ngầm thứ hai. Một lượt tấn công khác bằng mìn sâu cùng ngày hôm đó có thể đã tiêu diệt được chiếc tàu ngầm bỏ túi thứ ba.
Sau khi Nhật Bản chấp nhận đầu hàng vào ngày 15 tháng 8, giúp chấm dứt vĩnh viễn cuộc xung đột, Johnnie Hutchins phục vụ hộ tống vận tải và tìm kiếm-giải cứu tại vùng biển ngoài khơi Okinawa. Nó cũng hoạt động cùng lực lượng chiếm đóng tại Nhật Bản và Triều Tiên, và đến đầu tháng 10 đã đi đến Thượng Hải để hoạt động phối hợp cùng lực lượng Thủy quân Lục chiến đang tìm cách ổn định tình hình tại đây. Nó viếng thăm nhiều cảng Trung Quốc khác cho đến ngày 22 tháng 11, khi nó rời sông Dương Tử để quay trở về Hoa Kỳ. Đi ngang qua Trân Châu Cảng, nó về đến San Pedro, Los Angeles vào ngày 15 tháng 12.

### 1946 - 1958
Được cho xuất biên chế tại San Diego, California vào ngày 14 tháng 5, 1946, Johnnie Hutchins tiếp tục phục vụ như tàu huấn luyện trong thành phần dự bị, và đã thực hiện các chuyến đi thực tập kéo dài hai tháng dành cho nhân sự Hải quân Dự bị Hoa Kỳ đến khu vực quần đảo Hawaii vào các mùa Hè năm 1948 và 1949. Sang đầu năm 1950, nó băng qua kênh đào Panama để đi đến Boston, đảm nhiệm vai trò tàu huấn luyện dự bị thuộc Quân khu Hải quân 1; rồi chuyển sang tình trạng biên chế dự bị vào ngày 23 tháng 6, 1950 và biên chế chính thức vào ngày 22 tháng 11, 1950.
Trong những năm tiếp theo, Johnnie Hutchins thực hiện những chuyến đi thực tập huấn luyện dành cho học viên sĩ quan dự bị, đi đến Montreal, Quebec cùng nhiều cảng khác tại vùng biển Caribe, và đã cùng những tàu huấn luyện khác thực hiện một chuyến đi sang Châu Âu vào tháng 6 và tháng 7, 1955. Nó được cho xuất biên chế lần sau cùng tại Bayonne, New Jersey vào ngày 25 tháng 2, 1958, và được đưa về Hạm đội Dự bị Đại Tây Dương, neo đậu tại Philadelphia, Pennsylvania. Tên nó được cho rút khỏi danh sách Đăng bạ Hải quân vào ngày 1 tháng 7, 1972, và con tàu bị bán để tháo dỡ vào ngày 5 tháng 2, 1974.

## Phần thưởng
Johnnie Hutchins được tặng thưởng danh hiệu Đơn vị Tuyên dương Hải quân cùng một Ngôi sao Chiến trận do thành tích phục vụ trong Thế Chiến II.
|             |  |  |
| Bronze star |  |  |

| Dãi băng Hoạt động Tác chiến (truy tặng)                                | Đơn vị Tuyên dương Hải quân          | Huân chương Chiến dịch Hoa Kỳ         |
| Huân chương Chiến dịch Châu Á-Thái Bình Dương với 1 Ngôi sao Chiến trận | Huân chương Chiến thắng Thế Chiến II | Huân chương Phục vụ Phòng vệ Quốc gia |